# مارکیوت (میشیگان)
مارکیوت، میشیگان (به انگلیسی: Marquette, Michigan) یک شهر در ایالات متحده آمریکا با جمعیت ۲۱٬۳۵۵ نفر است که در شهرستان مارکت، میشیگان واقع شده‌ است.

## موقعیت جغرافیایی
موقعیت جغرافیایی شهرها و مناطق اطراف به شرح زیر است: